# Парыгин, Александр Владимирович
Алекса́ндр Влади́мирович Пары́гин (род. 25 апреля 1973, Алма-Ата) — заслуженный мастер спорта Казахстана по современному пятиборью, Олимпийский чемпион 1996 года.

## Биография
Родился в 1974 году в городе Алма-Ата.
Окончил Казахский государственный институт физической культуры (1998), тренер. Член спортивного общества «Динамо» (1990—1997).
С 1990 по 1997 годы — инструктор по спорту ДШНК.
Олимпийский чемпион по современному пятиборью (Атланта, 1996); многократный чемпион РК; серебряный призёр чемпионата Азии (Пекин, 1993); победитель XII Азиатских игр (Хиросима, 1994); серебряный призёр Кубка мира (Италия, 1994).
За полгода до олимпиады 1996 тренировался у Колегова Сергея Александровича.
С 1997 года проживает в Австралии. На Олимпиаде — 2004 в Афинах, выступая за Австралию был только 27-м.